# Henry Manni
Henry Manni (nacido el 18 de junio de 1992) es un atleta y piragüista finlandés que ha competido y ganado medallas en ambos campos a nivel de Campeonato Mundial. En piragüismo, ganó una medalla de bronce en el evento TA K-1 200 M en los campeonatos mundiales de Canoe Sprint 2010 en Poznań. Posteriormente cambió a atletismo como corredor en silla de ruedas en la clasificación T34. En 2013, ganó una medalla de bronce en los 200 m en el campeonato mundial, siguiendo esto con cuatro medallas de oro en el campeonato de Europa 2014 y tres medallas de campeonato mundial en 2015.

## Biografía
Manni nació en Lahti, Finlandia en 1992. Nació con paraplejía por lo que su capacidad de caminar sin ayuda se vio deteriorada a edad temprana. Obtuvo un título en educación física del Instituto de Deportes Pajuláti en Nastola. Su hermano menor Tuomas también es un para-atleta, compitiendo en eventos de triatlón.

## Carrera

### Piragüismo
Se inspiró a practicar piragüismo después de ver a Leo-Pekka Tahti de Finlandia ganar la medalla de oro en los Juegos Paralímpicos de Atenas 2004. En 2010, logró su mejor resultado cuando ganó una medalla de bronce en el evento TA K-1 200 M en el Campeonato Mundial de Canoa Sprint 2010 en Poznań, Polonia.

### Atletismo
Se clasificó como un atleta de pista T34. Fue seleccionado para el equipo de Finlandia en los Campeonatos del Mundo del Atletismo del IPC 2013 en Lyon. Allí ingresó a cuatro eventos, los sprints de 100 m, 200 m, 400 m y 800 m. Alcanzó el podio en el evento de 200M donde ganó la medalla de bronce con un registro de 30.70 segundos. El año siguiente viajó a Swansea, donde compitió en los campeonatos de Europa de Atletismo 2014. Sin la competencia de atletas internacionales, como el representante de Túnez, Walid Ktila y Rheed McCracken de Australia, Manni dominó el campo ganando cuatro medallas de oro en los cuatro eventos de sprint. En la espera hasta los Juegos Paralímpicos de verano 2016 en Río de Janeiro, representó nuevamente a Finlandia en los campeonatos mundiales de IPC, esta vez en Doha. Volvió a ingresar a los cuatro eventos de Sprint en la clasificación T34, y mejoró sus registros desde el Campeonato del Mundo anterior. En Doha ganó una presea de plata en los 400 m y bronce, en los eventos de 200 m y 800 m.